# رودولفو بيزارو
رودولفو بيزارو (بالإسبانية: Rodolfo Pizarro)‏ (15 أكتوبر 1994 تامبيكو المكسيك - ) هو لاعب كرة قدم مكسيكي، يلعب كلاعب وسط، شارك في كرة القدم في الألعاب الأولمبية الصيفية 2016.

## روابط خارجية
- رودولفو بيزارو على موقع الاتحاد الأوربي (الإنجليزية)
- رودولفو بيزارو على موقع الدوري الأمريكي (الإنجليزية)
- رودولفو بيزارو على موقع قاعدة بيانات كرة القدم.إي يو (الإنجليزية)
- رودولفو بيزارو على موقع ناشيونال فوتبول تيمز (الإنجليزية)
- رودولفو بيزارو على موقع Soccerway.com (الإنجليزية)
- رودولفو بيزارو على موقع عالم كرة القدم.نت (الإنجليزية)
- رودولفو بيزارو على موقع اللجنة الأولمبية الدولية (الإنجليزية)
- رودولفو بيزارو على موقع أوليمبيديا (الإنجليزية)
- رودولفو بيزارو على موقع AS.com (الإسبانية)